# Oberkemmathen
Oberkemmathen ist ein Gemeindeteil der Gemeinde Langfurth im Landkreis Ansbach (Mittelfranken, Bayern). Oberkemmathen liegt in der Gemarkung Langfurth.

## Geografie
Das Dorf liegt am linken Ufer der Sulzach. Im Osten grenzen die Waldgebiete Föhrig und Förchen an, im Westen, jenseits der Sulzach liegt das Flurgebiet Sandfeld. Eine Gemeindeverbindungsstraße führt zur Staatsstraße 2220 bei Neumühle (0,8 km südwestlich) bzw. zur Kreisstraße AN 50 bei Dorfkemmathen (2 km südöstlich). Eine weitere Gemeindeverbindungsstraße führt nach Stöckau (1,5 km nordöstlich).

## Geschichte
Oberkemmathen ist der älteste Gemeindeteil der Gemeinde Langfurth. Im 13. Jahrhundert war es Sitz eines Ortsadels. Ihre Burg befand sich etwa in Höhe des heutigen Ortszentrums.
Die Fraisch über Oberkemmathen war umstritten. Sie wurde sowohl vom ansbachischen Oberamt Wassertrüdingen als auch vom oettingen-spielbergischen Oberamt Dürrwangen beansprucht. Die Reichsstadt Dinkelsbühl wollte sie auf ihren Gütern geltend machen. Gegen Ende des 18. Jahrhunderts gab es in Oberkemmathen 19 Anwesen und ein Gemeindehirtenhaus. Die Dorf- und Gemeindeherrschaft hatte das ansbachische Verwalteramt Forndorf. Grundherren waren das Verwalteramt Forndorf (1 Schmiede, 1 Gütlein), das Verwalteramt Röckingen (1 Gut, 2 Gütlein, 1 Haus, 2 Halbhäuser), das württembergische Oberamt Weiltingen (1 Gütlein) und die Reichsstadt Dinkelsbühl (Evangelische Kirchenpflege: 1 Gut, 1 Gütlein; Hintere-Stuben-Pflege: 1 Mühle, 1 Gut; Reichsalmosenpflege: 2 Güter; Spital: 1 Hofgut, 2 halbe Hofgüter). Von 1797 bis 1808 unterstand der Ort dem Justiz- und Kammeramt Wassertrüdingen.
1806 kam Oberkemmathen an das Königreich Bayern. Mit dem Gemeindeedikt wurde 1809 der Steuerdistrikt und die Ruralgemeinde Oberkemmathen gebildet, zu dem bzw. zu der Langfurth, Matzmannsdorf, Schlierberg und Stöckau gehörten. Neumühle wurde 1813 von Dentlein abgegeben. Mit dem Zweiten Gemeindeedikt (1818) entstanden zwei Ruralgemeinden:
- Oberkemmathen mit Matzmannsdorf, Neumühle und Schlierberg,
- Stöckau mit Langfurth.[10]

Bereits 1823 wurde die Ruralgemeinde Stöckau wieder nach Oberkemmathen eingegliedert. Die Sägmühle wurde um 1840 und die Schneidmühle um 1870 auf dem Gemeindegebiet errichtet. Die Gemeinde hatte 1961 eine Gebietsfläche von 10,873 km². Sie war in Verwaltung und Gerichtsbarkeit dem Landgericht Wassertrüdingen zugeordnet und in der Finanzverwaltung dem Rentamt Wassertrüdingen (1919 in Finanzamt Wassertrüdingen umbenannt, 1932–1973 Finanzamt Gunzenhausen, seit 1973 Finanzamt Ansbach). Die Gerichtsbarkeit blieb beim Landgericht Wassertrüdingen (1879 in das Amtsgericht Wassertrüdingen umgewandelt), von 1956 bis 1970 war das Amtsgericht Gunzenhausen zuständig und von 1970 bis 1973 das Amtsgericht Dinkelsbühl, das seit 1973 eine Zweigstelle des Amtsgerichtes Ansbach ist. Die Verwaltung übernahm 1862 das neu geschaffene Bezirksamt Dinkelsbühl (1939 in Landkreis Dinkelsbühl umbenannt).
Am 11. November 1968 wurde die Gemeinde nach Langfurth umbenannt. Mit der Auflösung des Landkreises Dinkelsbühl im Jahr 1972 kam die Gemeinde an den Landkreis Ansbach.

### Baudenkmal
- Haus Nr. 2: Ehemalige Mühle, zweigeschossiger Krüppelwalmdachbau mit Putzgliederung, bez. 1837, mit kleinem seitlichem Anbau.[15]

### Einwohnerentwicklung
Gemeinde Oberkemmathen
| Jahr      | 1818   | 1840   | 1852   | 1855   | 1861   | 1867   | 1871   | 1875   | 1880   | 1885   | 1890   | 1895   | 1900   | 1905   | 1910   | 1919   | 1925   | 1933   | 1939   | 1946   | 1950   | 1952   | 1961   | 1970   |
| Einwohner | 266    | 553    | 750    | 682    | 694    | 711    | 732    | 696    | 704    | 655    | 709    | 701    | 671    | 681    | 735    | 731    | 773    | 741    | 781    | 976    | 990    | 950    | 925    | 1456   |
| Häuser    | 46     | 103    |        |        |        |        | 151    |        |        | 155    | 156    |        | 150    |        |        |        | 154    |        |        |        | 174    |        | 189    |        |
| Quelle    | [ 17 ] | [ 18 ] | [ 19 ] | [ 19 ] | [ 20 ] | [ 21 ] | [ 22 ] | [ 23 ] | [ 24 ] | [ 25 ] | [ 26 ] | [ 19 ] | [ 27 ] | [ 19 ] | [ 28 ] | [ 19 ] | [ 29 ] | [ 19 ] | [ 19 ] | [ 19 ] | [ 30 ] | [ 19 ] | [ 12 ] | [ 31 ] |

Ort Oberkemmathen
| Jahr      | 001818 | 001840 | 001861 | 001871 | 001885 | 001900 | 001925 | 001950 | 001961 | 001970 | 001987 | 002007 | 002012 | 002016 |
| Einwohner | 102    | 112    | 124    | 116    | 114    | 112    | 156    | 224    | 122    | 176    | 134    | *170   | *163   | *153   |
| Häuser    | 20     | 21     |        |        | 24     | 25     | 31     | 33     | 25     |        | 35     |        |        |        |
| Quelle    | [ 17 ] | [ 18 ] | [ 20 ] | [ 22 ] | [ 25 ] | [ 27 ] | [ 29 ] | [ 30 ] | [ 12 ] | [ 31 ] | [ 32 ] | [ 33 ] | [ 33 ] | [ 33 ] |

## Religion
Der Ort ist seit der Reformation evangelisch-lutherisch geprägt und bis heute nach St. Peter (Ammelbruch) gepfarrt. Die Katholiken sind nach St. Peter und Paul (Halsbach) gepfarrt.